# 101955 Bennu
101955 Bennu (provisorisk beteckning 1999 RQ36) är en jordnära asteroid upptäckt den 11 september 1999 av Lincoln Near-Earth Asteroid Research i Socorro, New Mexico. Den är uppkallad efter fågeln Bennu i den egyptiska mytologin.
Idag är närmaste avstånd mellan asteroidens och jordens omloppsbanor 500 000 kilometer, vilket kan jämföras med avståndet till månen på 380 000 km.

## Risk för kollision med jorden
Andrea Milani et al beräknar att Jarkovskij-effekten förändrar omloppsbanan med 200 meter per år så att den kommer mycket nära jorden flera gånger under andra halvan av 2100-talet. Sannolikheten för en kollision bedöms till 0,07%. Men för denna typ av beräkningar krävs det dock att man har bättre information om asteroidens form, dess rotation och hur den reflekterar värmestrålning.
Enligt beräkningar av ett spanskt forskarlag vid universitetet i Valladolid i juli 2010 är risken för kollision mellan Bennu och jorden år 2182 en på tusen (0,1 %). Det innebär en högre risk än risken för att asteroiden Apophis skulle krocka med jorden 2029, där sannolikheten bedöms till en på 250 000.

## OSIRIS-REx
Den 3 december 2018 nådde den amerikanska rymdsonden OSIRIS-REx fram till asteroiden och lade sig i omloppsbana. Den 21 oktober 2020 meddelades det att sonden hade gjort en lyckad landning på asteroiden för att ta ett markprov. 